# 기쁨

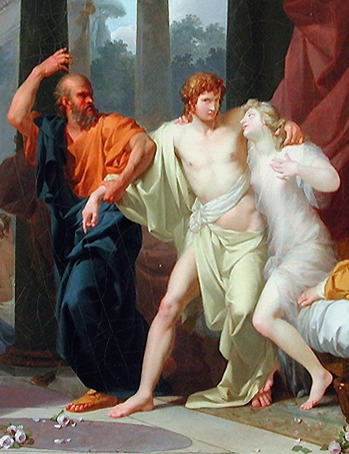

기쁨은 욕구가 충족되었을 때 가지는 감정이나 느낌이다. 행복의 일종으로도 볼 수 있다. 심리학에서의 기쁨은 긍정적인 피드백 매커니즘으로 기술된다. 낙(樂)이라고도 한다.
인간의 신체에서 기쁨, 또는 쾌락을 느낄 때 반응하는 '쾌락중추'의 존재는 1954년 맥길대학교의 심리학과 교수였던 제임스 올즈가 최초로 발견하였다.

## 개요
"기쁨" 또는 "즐거움"은 기분이 좋아지는 경험, 무언가를 즐기는 것을 의미한다. 이 용어는 주로 음식이나 섹스의 기쁨과 같은 감각적 쾌락과 관련하여 사용된다. 그러나 가장 일반적인 의미에서 그것은 스포츠의 기쁨, 아름다운 일몰 감상 또는 지적으로 만족스러운 활동에 참여하는 것을 포함하여 모든 유형의 긍정적이거나 즐거운 경험을 포함한다. 기쁨은 나쁜 느낌의 형태인 고통이나 괴로움과 대조된다. 기쁨과 고통은 모두 정도가 있으며 양의 정도에서 중립점을 거쳐 음의 정도까지 가는 차원으로 생각되었다. 이 가정은 예를 들어 공리주의 계산을 수행하기 위해 다양한 경험의 기쁨 정도를 비교하고 집계할 수 있는 가능성에 중요하다.
기쁨의 개념은 웰빙 및 행복의 개념과 유사하지만 동일하지는 않다. 이러한 용어는 겹치는 방식으로 사용되지만 그 의미는 철학이나 심리학과 같은 기술적인 맥락에서 분리되는 경향이 있다. 기쁨은 특정 유형의 경험을 말하며 웰빙은 사람에게 좋은 것에 관한 것이다. 많은 철학자들은 기쁨이 사람에게 좋고 따라서 웰빙의 한 형태라는 데 동의한다. 그러나 건강, 미덕, 지식 또는 욕망의 성취와 같이 웰빙을 구성하는 기쁨 외에 또는 기쁨 대신에 다른 것들이 있을 수 있다. 일부 개념에서 행복은 "기쁨과 불쾌한 경험 사이의 개인의 균형"으로 식별된다. 반면에 삶의 만족도 이론은 행복이란 자신의 삶 전체에 대해 올바른 태도를 갖는 것과 관련이 있다고 주장한다. 기쁨은 이러한 태도에서 역할을 할 수 있지만 행복과 동일하지는 않다.
기쁨은 가치, 욕망, 동기 및 올바른 행동과 밀접한 관련이 있다. 쾌락이 어떤 의미에서 가치가 있다는 데는 폭넓은 동의가 있다. 공리적 쾌락주의자들은 쾌락만이 본질적인 가치를 지닌 것이라고 주장한다. 많은 욕망은 쾌락과 관련이 있다. 심리적 쾌락주의는 우리의 모든 행동이 쾌락을 증가시키고 고통을 피하는 것을 목표로 한다는 테제이다. 프로이트의 쾌락 원칙은 쾌락을 추구하고 고통을 피하려는 강한 심리적 경향이 있다고 주장함으로써 쾌락을 동기 부여 및 행동과 연결한다. 고전적 공리주의는 어떤 행동이 옳은지 여부는 그것이 만들어내는 쾌락에 달려 있다고 말하면서 쾌락을 윤리와 연결한다. 즉, 쾌락의 총합을 최대화해야 한다.

## 같이 보기
- 몰입
- 행복
- 여가
- 레크리에이션
- 오르가슴
- 가피학증